# Mäder
Mäder är en ort och kommun i distriktet Feldkirch i förbundslandet Vorarlberg i Österrike. Kommunen gränsar i väster till floden Rhen som här utgör gräns mot Schweiz.